# Siège de Kufstein
Rébellion du Tyrol
Batailles
- Axams
- Sterzing
- Innsbrück
- Kufstein
- Volano
- Lofer
- Waidring
- Wörgl
- Strass im Zillertal
- 1re Bergisel
- 2e Bergisel
- Franzensfeste
- Pontlatzer Brücke
- 3e Bergisel
- Unken
- Lueg
- Hallein
- Melleck
- 4e Bergisel
- Pustertal
- Meran
- Sankt Leonhard in Passeier

Le siège de Kufstein se déroula lors de la rébellion tyrolienne de 1809.

## Le siège
En avril 1809, les troupes autrichiennes, renforcées par les tirailleurs tyroliens, mettent le siège devant la forteresse de Kufstein. Les Bavarois, au nombre de 576 soldats, résistent pendant un mois. En mai, Napoléon donne l'ordre au maréchal Lefebvre, commandant de l'armée bavaroise, de secourir la place forte. Finalement, le général Bernhard Erasmus von Deroy, à la tête de l'avant-garde, vient en aide à la garnison le 11 mai, forçant les Autrichiens à se retirer.